# Arlanda Jets
Die Arlanda Jets sind ein schwedisches American-Football-Team aus Märsta, etwa 35 km nördlich von Stockholm gelegen. Der Vereinsname entstand in Anlehnung an den nahegelegenen Verkehrsflughafen Arlanda. Gegründet wurde der Verein 1989.

## Geschichte
Die Geschichte der Jets beginnt mit einem letzten Platz in der untersten Liga 1989, sie waren damit quasi das schwächste Team Schwedens, doch damit war der Tiefpunkt bereits erreicht und in der Folge ging es stetig bergauf.
Schon in der Saison 1991 konnte das Team zum ersten Mal in die Superserien, die höchste schwedische Liga aufsteigen. Doch nach zwei Spielzeiten stand der Abstieg in die Zweitklassigkeit an. Im Team kam es zu einem Generationswechsel, erfolgreiche Jugendspieler stiegen ins Herrenteam ein und im Jahr 1997 waren die Jets wieder erstklassig, allerdings nur für ein Jahr.
Zu stark für die zweite Liga, gelang, nach einer Saison ohne Niederlage, der direkte Wiederaufstieg. Seit dieser Zeit konnten sich die Jets in der Superserien halten und etablieren. Höhepunkte der Entwicklung waren der bisher einzige Meistertitel bei den Senioren in der Saison 2003 und die EFL-Teilnahme 2004, wo man nur aufgrund des schlechteren Touchdown-Verhältnisses gegenüber den Moskau Patriots nicht das Viertelfinale erreichen konnte.
Nach der Vizemeisterschaft 2008 mussten die Jets 2009 in die Abstiegsrelegation, wo sie sich gegen die Uppsala 86ers mit 44:10 durchsetzten. Dennoch konnten sich die Jets in der Ewigen Tabelle der Superserien auf dem dritten Platz vorschieben.

## Weitere Teams
Neben dem Herrenteam haben die Jets mehrere Nachwuchsteams im Spielbetrieb. Am erfolgreichsten ist dabei die U-19, die bisher viermal zu Meisterehren sowie zu vier Vizemeisterschaften gekommen ist. Aber auch für die U-16 stehen schon eine schwedische Meisterschaft sowie eine Vizemeisterschaft zu Buche. Die Teams U-15 und U-17 konnten jeweils einmal ins Finale einziehen.

## Wissenswertes
1991 war ein Spieler der Jets, Stefan Öhrvall, einer der Nationals der World League of American Football.